# Bakary Diakité
Bakary Diakité (* 9. November 1980 in Frankfurt am Main) ist ein ehemaliger deutsch-malischer Fußballspieler.

## Karriere

### Verein
Der Sohn einer deutschen Mutter und eines malischen Vaters hatte bereits im Alter von vier Jahren beim SV Bonames gespielt, ehe er 1987 zu Eintracht Frankfurt wechselte. Über die Stationen VfL Bochum (A) und De Graafschap Doetinchem (1. holländische Liga, Eredivisie) kam der Stürmer 2002 erneut zur Eintracht. Beim entscheidenden Spiel um den Aufstieg in die Bundesliga (6:3 gegen den SSV Reutlingen 05) erzielte er im Mai 2003 die Tore zum 4:3 und 5:3 und hatte somit Anteil am Aufstieg der Eintracht. Diakité wechselte zur neuen Saison in die französische Liga zu OGC Nizza, die sich für den UI-Cup qualifizierten.
Von Winter 2004/05 bis zur Sommerpause 2006 spielte Diakité beim deutschen Regionalligisten SV Wehen, ehe er vom Bundesligisten 1. FSV Mainz 05 unter Vertrag genommen wurde. Pikant dabei: Ohne Diakités Tore gegen den SSV Reutlingen wäre 2003 nicht Eintracht Frankfurt, sondern Mainz 05 in die Bundesliga aufgestiegen. Nach mehreren Einsätzen in der Startelf zu Saisonbeginn wurde er zum Zweitligisten TuS Koblenz ausgeliehen. Er unterschrieb zur Rückrunde 2006/07 einen bis Sommer befristeten Leihvertrag bei der TuS. Nach Ablauf dieser Ausleihe wurde Diakité, dessen Vertrag in Mainz 2009 endete, zunächst bis 2008 an den Aufsteiger SV Wehen Wiesbaden ausgeliehen. Zur Spielzeit 2008/09 war er fester Bestandteil des Kaders. Nach dem Abstieg der Wiesbadener aus der 2. Bundesliga wechselte zur Saison 2009/10 ablösefrei zum FSV Frankfurt. Sein Vertrag wurde im Sommer 2010 nicht verlängert und er wechselte nach einer kurzen Zeit ohne Arbeitgeber im Januar 2011 zum iranischen Erstligisten Foolad Ahvaz. Im Sommer 2011 wechselte er zum Zweitligisten Gostaresh Foolad. Sein Vertrag endete im Juli 2012. Im Dezember 2012 unterschrieb Diakité einen Einjahresvertrag beim FC Royal Thai Army  in der Thai Premier League.

### Nationalmannschaft
Diakité wurde im Sommer 2008 nach einer guten Saison in der zweiten Bundesliga für die Malische Fußballnationalmannschaft nominiert. Am 1. Juni 2008 absolvierte er sein Debüt im Heimspiel in der WM-Qualifikation gegen Kongo (4:2), als er in der 75. Minute für Mohamed Sissoko eingewechselt wurde. Im Jahr 2008 kam er noch zu zwei weiteren Einsätzen. Seit Anfang 2009 wurde er nicht mehr nominiert.

## Ausbildung
Nach seiner Profilaufbahn schloss Diakité im Jahr 2016 ein wirtschaftswissenschaftliches Studium an der Fernuniversität in Hagen als Diplom-Volkswirt ab.